# Šu-mi-jüan
Vojenský výbor Šu-mi-jüan (čínsky pchin-jinem Shūmìyuàn, znaky 樞密院; česky „Významný a důvěrný úřad“ či „Úřad pro významné a důvěrné [věci]“) byl v Číně od počátku 10. století do 14. století nejvyšším vojenským úřadem státní správy, který řídil ozbrojené síly státu. Vznikl počátkem období pěti dynastií pod názvem Čchung-čeng-jüan (崇政院, „Vznešený vládní úřad“), záhy byl přejmenován. Převzala jej i administrativa říše Sung založené roku 960 a od ní i říše Liao, Ťin a Jüan.

## Historie
Počátky výboru šu-mi-jüan („Významný a důvěrný úřad“ či „Úřad pro významné a důvěrné [věci]“) sahají k Taj-cungovi, císaři říše Tchang (vládl 762–779), který roku 765 vytvořil k vyřizování své korespondence v paláci sekretariát šu-mi-jüan obsazený sekretáři šu-mi-š’ (樞密使) vybíranými mezi eunuchy. Tito sekretáři postupem doby získali značnou moc, byli schopni ovlivňovat jmenování členů císařské rady a od 70. let 9. století kontrolovali takřka neomezeně císařský palác i úřady v hlavním městě.
V období pěti dynastií v administrativě říše Pozdní Liang vznikl úřad Čchung-čeng-jüan (崇政院, „Vznešený vládní úřad“) ke spravování vojenských záležitostí. V následující říši Pozdní Tchang byl úřad přejmenován na Šu-mi-jüan. Zprvu byli vedoucí výboru mimořádně vlivní a převážili i nad civilními hodnostáři, ovšem v říši Pozdní Čou se pravomoci vojenského výboru omezily na plánování a administraci vojenských akcí a od civilní správy byl oddělen. V administrativě říše Sung byl výbor jedním ze dvou nejmocnějších úřadů, vedle císařského sekretariátu, který byl nejvyšším civilním úřadem. Vedoucí těchto dvou úřadů a jejich zástupci tvořili císařskou radu.
Za prvního císaře dynastie Sung sloužili ve vojenském výboru zasloužilí vojevůdci, postupně je nahradili civilisté, kteří měli v rukou také výběr generálů. Při návrzích na jmenování a povýšení ovšem u kandidátů více než kompetenci zvažovali loajalitu k císaři a politické postoje.
V sungské éře vojenský výbor nominálně vedl vedoucí šu-mi-š’, který měl vedlejší první úřední hodnost. Zpravidla však byl místo něj jmenován pověřený správce vojenského výboru č’ šu-mi-jüan š’ (知樞密院事), obvykle titulovaný caj-č’, císařský rádce, případně pověření spolusprávci tchung-č’ šu-mi jüan š’ (衕知樞密院事). O stupeň níže stáli jeden nebo dva zástupci nazývaní fu šu-mi š’ (副樞密使) nebo tchung-č’ šu-mi-jüan š’ (同知樞密院事), pokud byli dočasně pověřeni výkonem funkce. V letech 1078–1089 byl vedoucí úřadu a jeho zástupce přejmenováni na čeng čang-kuan (正長官) a fu čang-kuan (副長官).
Pravomoci výboru se překrývaly s agendou ministerstva vojenství, časem se ustálil stav, kdy se ve výboru řešily důležité politické otázky a ministerstvo sloužilo jako konzultativní orgán a k vykonávaní běžné administrativní rutiny. Výbor se dělil na sekce fang (房), jejichž počet rostl z počátečních čtyř na dvanáct v 80. letech 11. století. V období Jižní Sung byl počet sekcí zredukován, ale v jüanské době vzrostl až na 35.
Výbor převzaly i kitanská říše Liao, džürčenská říše Ťin a mongolská říše Jüan. V říši Jüan titul šu-mi-š’ držel následník trůnu, fakticky výbor vedl pověřenec č’ šu-mi-jüan š’. Jüanská vláda zřídila i pět provinčních poboček vojenského úřadu, zodpovědných za vojenské operace ve svěřených regionech. Po stabilizaci situace byly pobočky vojenského úřadu rušeny a správa přešla na provinční pobočky císařského sekretariátu.
Zakladatel říše Ming Ču Jüan-čang ve své administrativě roku 1361 vojenský výbor zrušil a nahradil ho Hlavní vojenskou komisí Ta tu-tu fu (大都督府).